# Circe biedt Odysseus de beker aan
Circe biedt Odysseus de beker aan (Engels: Circe Offering the Cup to Ulysses) is een schilderij van de Engelse prerafaëlitische kunstschilder John William Waterhouse, gemaakt in 1891, 149 × 92 centimeter groot. Het toont de eerste ontmoeting van de tovenares Circe met de Griekse held Odysseus. Het schilderij bevindt zich momenteel in Gallery Oldham, in 1952 geschonken door bankiersdochter en suffragette Marjory Lees.

## Context
Vanaf 1890 begon Waterhouse zich thematisch te richten op de Griekse- en Romeinse mythologie, waar hij eerder vooral historische onderwerpen koos. In 1891 exposeerde hij bij de Royal Academy of Arts met twee werken die gebaseerd waren op de omzwervingen van Odysseus: het hier besproken Circe biedt Odysseus de beker aan en het in dezelfde periode geschilderde Odysseus en de sirenen.
Circe biedt Odysseus de beker aan refereert aan de eerste ontmoeting tussen Odysseus met Circe. Odysseus en zijn mannen komen aan op het eiland Aeaea. Ze zien ergens rook, maar kunnen niet zien waar het vandaan komt. Odysseus stuurt zijn makker Eurylochos en enkele andere mannen op onderzoek uit. Ze beklimmen een kleine heuvel en komen uit bij een huis omgeven door allemaal beesten, die tam lijken te zijn. Daar treedt de mooie tovenares Circe naar buiten en nodigt de mannen uit naar binnen te komen. Eurylochos, die het niet vertrouwt, gaat echter niet mee. Als Circe de mannen vervolgens in varkens omtovert (met behoud van hun gewone verstand), rent Eurylochos terug naar Odysseus, die direct op pad trekt om zijn mannen te bevrijden. Onderweg komt hij de god Hermes tegen die hem een kruid geeft om zich tegen Circes toverkunsten te beschermen. Als het Circe niet lukt Odysseus te betoveren, dwingt deze haar met zijn zwaard zijn mannen te laten gaan.

## Afbeelding
Waterhouse schildert Circe vanuit een laag perspectief, waarmee hij haar dominantie benadrukt. Ze vult bijna het hele doek en kijkt vanuit de hoogte neer op Odysseus en daarmee ook op de toeschouwer. Haar houding is dreigend. Met haar rechterhand heft ze de gifbeker en met haar linkerhand de toverstaf, zoals ook aangegeven in Boek X van de Odyssee. Haar blik is hooghartig, als van een heerseres. Uit studies in een bewaard gebleven schetsboek blijkt dat Waterhouse de compositie voortdurend bijstelde, waarbij hij haar gestalte bewust steeds imposanter maakte.
Als een ware vorstin zit Circe op haar troon, tussen twee bronzen leeuwen die hun tanden laten zien. Naast haar liggen twee van de betoverde zwijnen, lusteloos en onderworpen. Circe ontleent haar macht echter niet aan haar lichamelijke kracht, maar aan subtiele sluwheid. Die subtiliteit wordt onderstreept door het fijne doorschijnende blauwe gewaad, dat bijna van haar linkerborst afglijdt, en haar frêle ledematen. De delicate verschijning van Circe contrasteert evenwel merkwaardig met de rotzooi die de zwijnen om haar heen hebben gemaakt en die ze dus in wezen ook zelf heeft veroorzaakt. De kruipende pad op de voorgrond symboliseert van oudsher alchemie en transformatie.
Achter Circe is een grote ronde spiegel te zien, die verwijst naar haar afstamming van de zonnegod Helios en die tevens haar magie symboliseert. Links in de spiegel zijn nog enkele zwijnen te zien, met daarachter het schip van Odysseus. Rechts kan een glimp van Odysseus zelf worden ontwaard, die op het punt staat zijn zwaard te trekken om de tovenares te overmeesteren. Hij heeft het zwaard echter nog niet getrokken, hetgeen een fallische duiding ontkracht. Met zijn weergave kiest Waterhouse daarmee voor een individuele interpretatie van het tafereel, die eerder draait om de onweerstaanbare en niet af te wenden kracht van Circe (en de onduidelijke gronden van haar gedrag), dan om het masculiene handelen van Odysseus en de uiteindelijke afloop van het verhaal.

## Galerij
Waterhouse had altijd een bijzondere fascinatie voor de boosaardige godin Circe en beeldde haar ook nadien nog af in schilderwerken en talloze schetsen. Ook de avonturen van Odysseus keren meermaals terug als thema.

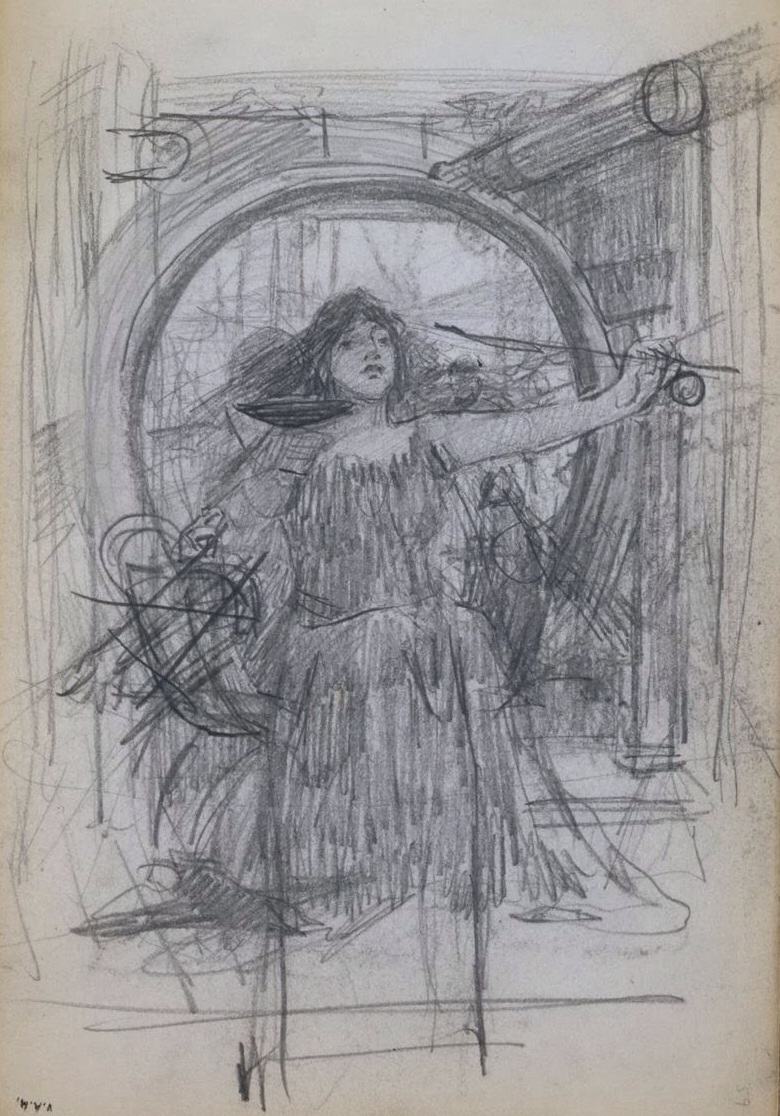
Studie, pagina uit een schetsboek
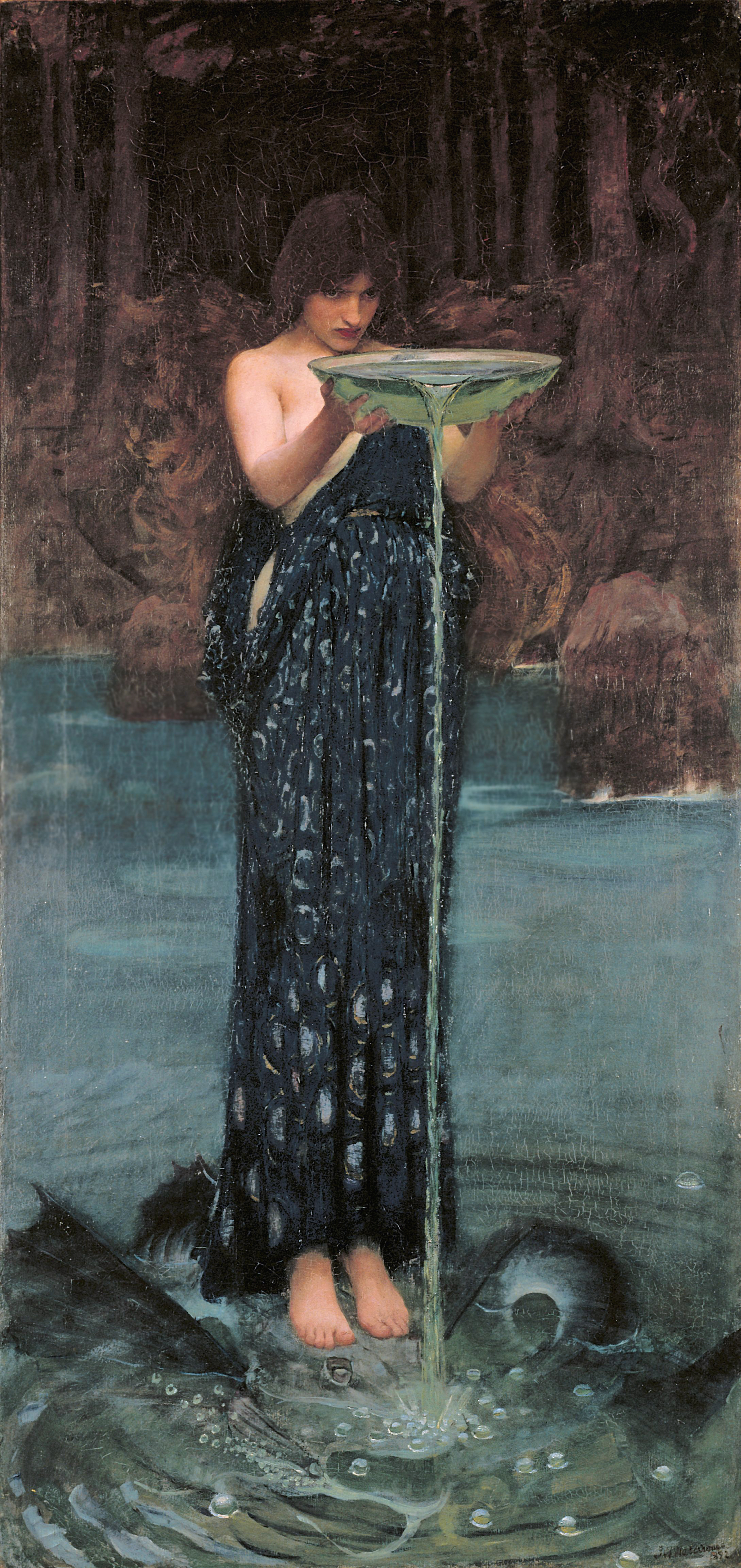
Circe Invidiosa, detail, 1892, waarin Circe het water van de zee vergiftigt
Odysseus en de sirenen, 1891, dat hij gelijktijdig exposeerde bij de Royal Academy